# Conservatorio Alfredo Casella
Il Conservatorio "Alfredo Casella" è un istituto di studi musicali di grado universitario con sede all'Aquila. Nato nel 1967 come sezione staccata del Conservatorio Santa Cecilia di Roma, grazie alla duplice azione di Nino Carloni e Bruno Boccia già nel 1968 ottenne la piena autonomia e venne intitolato ad Alfredo Casella.

## Storia
Il 27 settembre 1968 il Conservatorio ricevette completa autonomia attraverso un provvedimento ministeriale e fu intitolato al compositore e pianista Alfredo Casella.

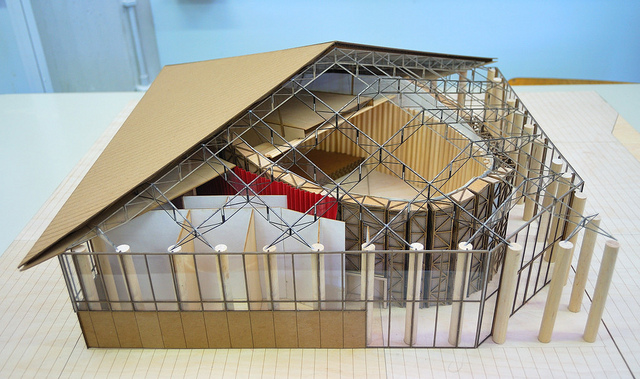
Plastico della L'Aquila Temporary Concert Hall, auditorium del conservatorio Casella.

Dall'anno della sua fondazione e fino al 2003 il Conservatorio ebbe sede all'interno di Palazzo Gaglioffi, nel centro storico dell'Aquila. Da quell'anno al 2009 fu invece ospitato nel complesso monastico della Basilica di Santa Maria di Collemaggio da dove, a seguito dei danni subiti con il terremoto, venne spostato nel quartiere di Acquasanta, nei pressi del Cimitero monumentale, in una struttura tuttora in uso (2025).
Accanto alla nuova sede fu realizzata, tra il 2010 e il 2011, una Temporary Concert Hall, sala concerti progettata da Shigeru Ban e realizzata con contributi del governo giapponese.
Nel 2020 il Conservatorio ha acquistato un immobile moderno (ex sede della soppressa Accademia dell'Immagine), sempre nei pressi della Basilica di Collemaggio, che ospiterà l'istituzione dopo i necessari lavori di restauro.

## Struttura
Il Conservatorio "Casella" è organizzato nei seguenti dipartimenti:
- Canto e teatro musicale
- Musica antica
- Musica contemporanea
- Musica d'insieme
- Nuove tecnologie e linguaggi musicali: Musica elettronica e Musica jazz
- Strumenti ad arco e a corda
- Strumenti a fiato
- Strumenti a tastiera e a percussione
- Teoria, analisi, composizione e direzione

## Attività
Music@/Musica+
Il Conservatorio ha pubblicato dal 2006 al 2013 la rivista bimestrale "Music@", in versione cartacea e digitale. Questa, dal 2014, è stata rinominata "Musica+" ed è diventata trimestrale.

## Presidenti
- Domenico De Nardis (2016-2022)
- Nazzareno Carusi (dal 2022)

## Direttori
- Gherardo Macarini Carmignani (1968-1972) [8]
- Giacomo Saponaro (1972-1974) [9]
- Nicola Costarella [10][11]
- Elio Liguori [11]
- Giuliano Silveri [11][12]
- Sergio Prodigo (1986-1998) [13]
- Bruno Carioti (1998-2013) [14]
- Giandomenico Piermarini (2013-2019) [15][16]
- Claudio Di Massimantonio (dal 2019) [17]